# Nephilengys papuana

Nephilengys papuana este o specie de păianjeni araneomorfi din familia Nephilidae.  

Anterior, era considerată o varietate a speciei Nephilengys malabarensis. O publicație confirmă faptul că aceasta reprezintă o specie aparte .

## Descriere
Lungimea corpului femelei este de aproximativ 17 mm, iar cea a masculului - 5 mm. Prosoma este neagră, opistosoma crem-maro cu părțile laterale cafenii. 

## Etimologie
Numele speciei provine de la cuvântul papua.

## Răspândire
Specia se întâlnește în Papua Noua Guinee și în zonel tropicale din Australia (Queensland).  

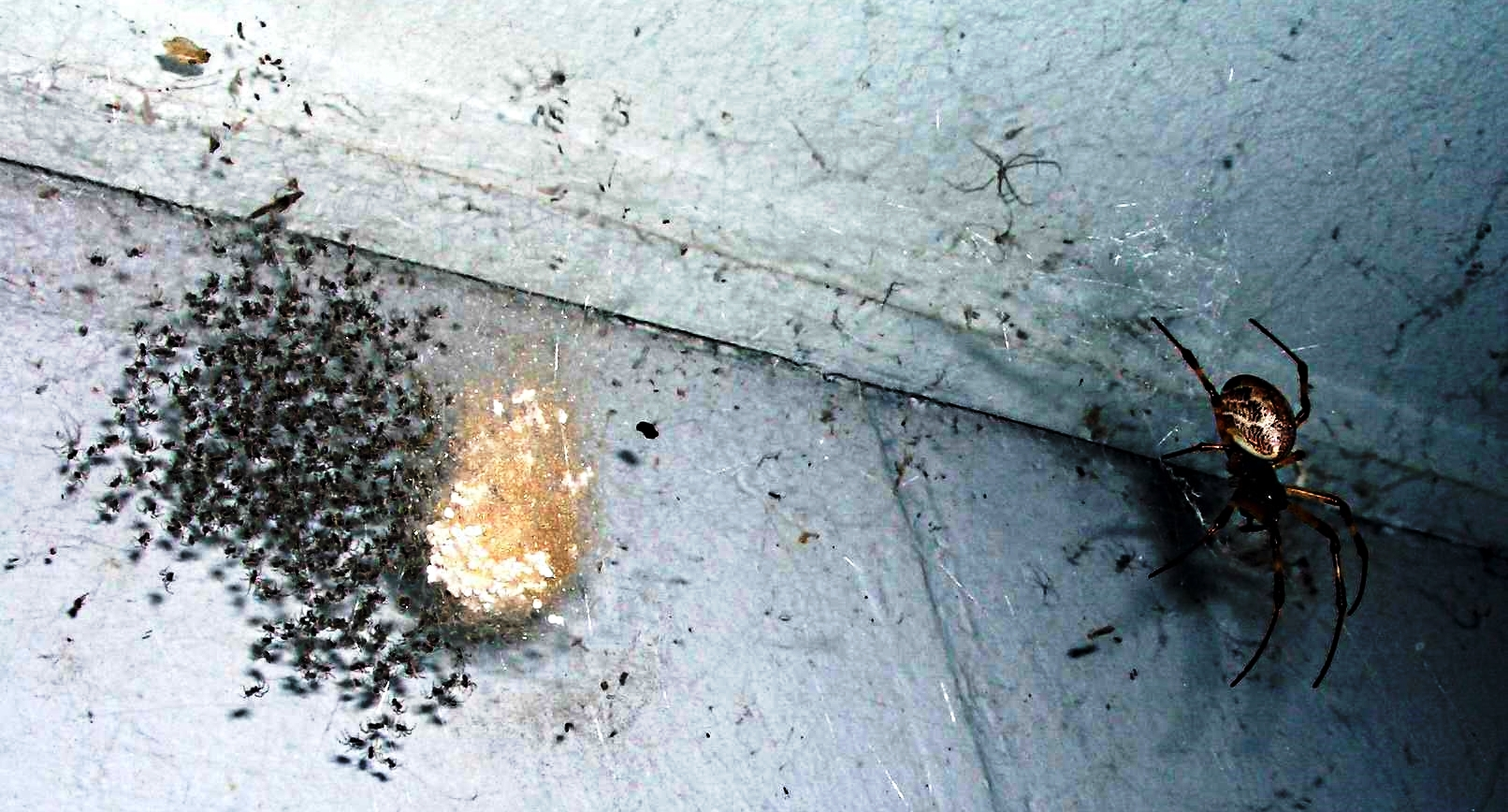
N. papuana cu juvenilii eclozaţi